# Podgórze Duchackie (městská část)
Podgórze Duchackie (polsky Dzielnica XI Podgórze Duchackie, do 24. května 2006 Dzielnica XI Wola Duchacka) je jedenáctá jedna z městských částí Krakova. Do roku 1990 spadala administrativně pod čtvrť Podgórze. Do 24. května 2006 existovala pod názvem XVII Wola Duchacka. K 31. prosinci 2007 zde žilo 52 572 obyvatel. Rozloha městské části činí 894,4 ha.

### Externí odkazy

Městská část XI Podgórze Duchackie